# Buturlinowka
Buturlinowka (russisch Бутурлиновка) ist eine Stadt in der Oblast Woronesch (Russland) mit 27.208 Einwohnern (Stand 14. Oktober 2010).

## Geographie

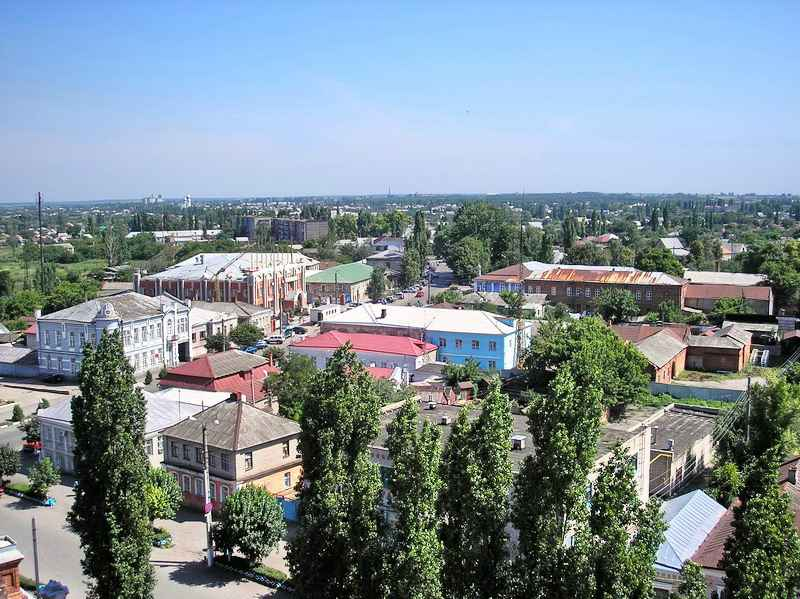
Stadtzentrum

Die Stadt liegt am Nordrand der Kalatscher Höhen etwa 240 km südöstlich der Oblasthauptstadt Woronesch am Oberlauf der Ossered, eines linken Nebenflusses des Don.
Buturlinowka ist Verwaltungszentrum des gleichnamigen Rajons.
Die Stadt liegt an der 1896 eröffneten Eisenbahnstrecke Talowaja (an der Strecke Charkiw–Balaschow–Pensa)–Kalatsch (heute nur Güterverkehr), von der hier eine Strecke nach Pawlowsk abzweigt.

## Geschichte
Der Ort wurde um 1740 gegründet, als die Zarin Jelisaweta Petrowna die umliegenden Ländereien dem Generalfeldmarschall Alexander Buturlin schenkte, nach welchem der Ort benannt wurde. Im 19. Jahrhundert war der Ort ein bedeutendes Handwerkszentrum.
Das Stadtrecht wurde 1917 verliehen.

### Bevölkerungsentwicklung
| Jahr | Einwohner |
| ---- | --------- |
| 1897 | 23.400    |
| 1926 | 27.500    |
| 1939 | 11.404    |
| 1959 | 13.288    |
| 1970 | 21.643    |
| 1979 | 23.607    |
| 1989 | 29.258    |
| 2002 | 28.627    |
| 2010 | 27.208    |

## Kultur und Sehenswürdigkeiten
In Buturlinowka ist die Christi-Verklärungskathedrale (Преображенский собор/Preobraschenski sobor) aus dem 19. Jahrhundert erhalten.

## Wirtschaft
In Buturlinowka gibt es Betriebe der Lebensmittelindustrie und der Baumaterialienwirtschaft. Die Stadt ist Zentrum eines Landwirtschaftsgebietes.

## Söhne und Töchter der Stadt
- Wladimir Krjukow (1897–1959), sowjetischer General
- Mykola Dremljuha (1917–1998), ukrainischer Komponist und Hochschullehrer